# 上宮聖徳法王帝説
『上宮聖徳法王帝説』（じょうぐうしょうとくほうおうていせつ）は、厩戸皇子（聖徳太子）の伝記の１つ。現存する聖徳太子伝記としては最古のものである。作者、成立年代ともに不詳。全一巻で、家永三郎の分類によれば五部構成となっている。仏教的事績を主な記録とするが、後述するように一部に日本書紀とは異なる記録が見える。

## 概説
原本は残存しない。写本は江戸時代末期まで法隆寺秘蔵物で天下の“孤本”といわれた。後に知恩院に移されて現在は国宝である。この写本の巻末に所有者だったと思える高僧（相慶・法隆寺五師の一人、12世紀後半の人物）の名が残されていることから、編者は法隆寺縁の高僧、内容から主な部分は弘仁年間（810年 - 824年）以降、延喜17年（917年）以前には成立し、永承5年（1050年）までには現在の形となったとされる。
これまでほとんど世に知られていなかったが、近代史学の発展に伴い、官製の『古事記』や『日本書紀』などの文献批判が行われ、本書の内容が記紀以前の古い史料が基礎になっていると思量され、記紀を補完する信用度の高い古典として脚光を浴びてきた。

## 構成
第一部
厩戸豊聰耳聖徳法王の系図を文章で表現している。特に妻や女子の名も記しているところが後の父子のみの系図と異なる。
第二部
厩戸豊聰耳聖徳法王の事績。仏教的事績のほかに冠位十二階について詳述。
第三部
法隆寺の御物の銘文を収めている。特に天寿国曼荼羅繻帳の銘文は現物が断片的にしか残存していないのでその記録は貴重である。
第四部
断片的な歴史の記録が箇条書き的に記録されており、十七条憲法や蘇我入鹿事件の年代あるいは、「志癸島天皇御世 戊午年十月十二日」に百済の聖王からの仏教公伝、山代大兄（山背大兄王）事件等が記されている。
第五部
欽明天皇（志帰島天皇治天下卌一年（辛卯年四月崩陵桧前坂合岡也）」）から推古天皇の治世年数とそれぞれの崩御年そして陵の所在地を書いている。ここでは、欽明天皇の治世年数（辛卯年より数えて41年前）から逆算した即位年が『日本書紀』（宣化天皇4年に即位）と相違し、学者の論争の的となっている。
※逆算による欽明天皇の即位年は531年で『日本書紀』では継体天皇25年にあたる。安閑・宣化両天皇のあとの宣化天皇4年（539年）に即位したとする『日本書紀』とは整合しない。南北朝のように安閑・宣化朝と欽明朝が並立し内乱状態にあったという説や、単に暦法上の問題とする説などがある。

## 参照
1. ↑  ブリタニカ国際大百科事典 小項目事典『上宮聖徳法王帝説』

### 刊行本
- 東野治之校注 『上宮聖徳法王帝説』岩波文庫、2013年

### 関連書籍
- 坂口安吾 『安吾の新日本地理 飛鳥の幻――吉野・大和の巻――』（青空文庫）